# آندش الیاس
آندِش الیاس (سوئدی: Anders Eljas؛ زادهٔ ۱۵ ژانویهٔ ۱۹۵۳) موسیقی‌دان، نوازنده پیانو، سازآرا، تنظیم‌کننده موسیقی رهبر ارکستر و آهنگساز اهل سوئد است. 
وی دانش‌آموختهٔ نوازندگی پیانو و ویولن کالج سلطنتی موسیقی استکهلم است و کارش را در باشگاه شبانه الکساندرا شارل آغاز کرد و دیری نپایید که در تورهای موسیقی بیورن خیفس و گروه آبا حضور یافت. او در دهه‌های ۱۹۶۰ و ۱۹۷۰ سازآرا، تنظیم‌کننده موسیقی هنرمندانی چون لیل-بابس و لاسه بریهاگن بود. وی در دههٔ ۱۹۸۰ یکی از تهیه‌کنندگان موسیقی «سی‌بی‌اس رکوردز اینترنشنال» (امروزه: سونی میوزیک) و در سال ۱۹۸۴ در جریان یک تور موسیقی اروپایی رهبر ارکستر سمفونیک لندن بود.
او از سال ۲۰۰۰ با خوانندهٔ نروژی وِنکه میره زندگی می‌کند.